# Dichorisandra bonitana
Dichorisandra bonitana là một loài thực vật có hoa trong họ Commelinaceae. Loài này được Philipson mô tả khoa học đầu tiên năm 1956.